# Limbdi
Limbdi è una suddivisione dell'India, classificata come municipality, di 40.067 abitanti, situata nel distretto di Surendranagar, nello stato federato del Gujarat. In base al numero di abitanti la città rientra nella classe III (da 20.000 a 49.999 persone).

## Geografia fisica
La città è situata a 22° 34' 0 N e 71° 47' 60 E e ha un'altitudine di 52 m s.l.m..

## Società

### Evoluzione demografica
Al censimento del 2001 la popolazione di Limbdi assommava a 40.067 persone, delle quali 20.825 maschi e 19.242 femmine. I bambini di età inferiore o uguale ai sei anni assommavano a 4.869, dei quali 2.729 maschi e 2.140 femmine. Infine, coloro che erano in grado di saper almeno leggere e scrivere erano 28.208, dei quali 16.271 maschi e 11.937 femmine.